# Tritonis
Tritonis era na mitologia grega uma ninfa do lago de água salgada Tritonis, na Líbia. Numa versão do nascimento de Atena, Tritonis, junto com Tritão (deus do mar líbio, por vezes identificado com Posidão) foram seus pais, dando-lhe também a irmã Palas. A primeira filha acidentalmente matou a segunda em uma batalha simulada. Tritonis também teve dois filhos chamados Cefalião e Nasamão, que eram reis fundadores de duas tribos líbias. Tritonis parece estar estreitamente relacionada com os Libyes Timeoroi (Espíritos Guardiões da Líbia), que cuidaram da jovem Atena. Ela talvez tenha sido também identificada com Bentesiquemê, uma ninfa do mar do norte africano.